# Ouarokuy
Ouarokuy est une commune située dans le département de Djibasso de la province de Kossi au Burkina Faso.

## Géographie
Les coordonnées géographiques sont 12°59'29.8"N 4°11'38.3"W.